# Bob Wollek
Robert "Bob" Wollek, född den 4 november 1943 i Strasbourg, Frankrike, död den 16 mars 2001 i Sebring, Florida, var en fransk utförsåkare och racerförare.

## Alpin skidsport
Under tiden som student var Wollek medlem i franska alpinlandslaget. Under perioden 1966-1968 tog han tre guld och två silver i Universiaden. Karriären tog slut när han skadade sig vid träning inför Olympiska vinterspelen 1968.

## Bilsport
Wolleks debut i bilsport kom redan 1967 vid Mont Blanc-rallyt. Sedan skidkarriären tagit slut satsade han helt på racing. Från 1969 körde han formelbilsracing, först formel 3 och sedan formel 2.
I början av sjuttiotalet bytte han till sportvagnsracing och tävlade nästan uteslutande med Porsche. Wollek vann Deutsche Rennsport Meisterschaft två år i rad 1982 och 1983 med Joest Racing. Han vann Daytona 24-timmars fyra gånger mellan 1983 och 1991 samt Sebring 12-timmars 1985. Deltagandet i Le Mans 24-timmars ledde aldrig till någon totalseger, men väl till fyra klassegrar.
Wollek omkom i en cykelolycka 2001 i samband med träning inför Sebring 12-timmars.